# Elisa Tripodi
Elisa Tripodi (Aosta, 1º agosto 1986) è una politica italiana, deputata della XVIII legislatura della Repubblica Italiana con il Movimento 5 Stelle.